# Tephritis merzi
Tephritis merzi är en tvåvingeart som beskrevs av Amnon Freidberg och Kutuk 2003. Tephritis merzi ingår i släktet Tephritis och familjen borrflugor.
Artens utbredningsområde är Turkiet. Inga underarter finns listade i Catalogue of Life.